# Villardeciervos
Villardeciervos község Spanyolországban,  Zamora tartományban. Villardeciervos Rionegro del Puente, Otero de Bodas, Ferreras de Arriba, Riofrío de Aliste, Mahide, Manzanal de Arriba és Mombuey községekkel határos. Lakosainak száma 392 fő (2024).

## Népesség
A település népessége az utóbbi években az alábbiak szerint változott:
| Lakosok száma | 527  | 515  | 495  | 474  | 456  | 466  | 429  | 413  | 400  | 392  |
|               | 2001 | 2004 | 2007 | 2009 | 2012 | 2014 | 2017 | 2019 | 2022 | 2024 |